# Вучија Лука (Источни Стари Град)
Вучија Лука (Вучја Лука) је сеоско насеље у општини Источни Стари Град, град Источно Сарајево, Република Српска, БиХ. Налази се на западним обронцима Романије, у крају обраслом густом четинарском шумом. Име насеља познато је по народним песмама о српским јунацима - хајдуцима и четницима. Према попису становништва из 2013. године, у насељу је живело 256 становника.

## Назив
Име Вучије Луке изведено је од две речи. Корен прве речи је реч вук у свом основном значењу. За разлику од ње, реч лука је у свом алтернативном, регионалном значењу. У говорима источнохерцеговачког дијалекта реч лука може значити исто што и ливада, пропланак или ледина. Претпоставља се да је име Вучије Луке настало још пре него што је на њеном простору настало насеље и да се односило на небезбедан пропланак у шуми испуњен вуковима.
Поједини филолози сматрају да би ово насеље било правилније звати именом Вучја Лука.

## Географија
Насеље се налази на обронцима планине Романије, на висини од око 1100m. Месна заједница Вучија Лука обухвата насеља: Вучија Лука, Маркова Чесма, Црепољско, Ракова нога, Сировине, Борин До и друга.
Природу око села одликује густа четинарска шума у којој су заступљене разне врсте четинарског дрвећа - смрче, јеле, оморике (омаре), али и разне врсте животиња - мрки медведи, вукови, лисице...

## Становништво
| Националност       | 1991. | 1981. | 1971. | 1961. |
| Срби               | 196   | 281   | 349   | 417   |
| Муслимани          | 8     |       |       |       |
| Хрвати             | 1     | 2     |       | 1     |
| Југословени        |       | 8     | 1     |       |
| остали и непознато |       |       |       | 1     |
| Укупно             | 205   | 291   | 350   | 419   |

| Демографија | Демографија | Демографија |
| Година      | Становника  | Становника  |
| ----------- | ----------- | ----------- |
| 1961.       | 419         |             |
| 1971.       | 350         |             |
| 1981.       | 291         |             |
| 1991.       | 205         |             |
| 2013.       | 256         |             |

## Историја
Простор око данашњег Сарајева у средњевековној босанској држави био је у саставу средњовековне жупе Врхбосне. Врхбосна је припадала феудалној породици Павловића. Простор Врхбосне обухватао је неколико села: Бродац, Вратник, Хрид, Фалетићи који су данас саставни део општине Источни Стари Град. Поред села и два трга, Врхбосна је имала стари град Ходиђед, који је служио као административно средиште врхбосанске жупе. Иако већина истраживања упућује на то да се  Ходиђед се налазио на месту данашње Бијеле табије, постоје индиције да се град заправо налазио на на подручју Булога, селу крај Вучије Луке. Међутим и Ходиђед и остатак Врхобосне брзо нестају пред налетом турске војске 1448. године.

Сама Вучија Лука настаје највероватније у другој половини 18. века. Њени први становници били су углавном насељеници из Црне Горе, Старе и Источне Херцеговине, али и староседелачко српско становништво из околних романијских села. Као и остали Романијци, Вучелани су били познати као велики хајдуци, страх и трепет за турске караване који су полазили из Сарајева. Јунаштво Вучелана је овековечено у стиху народне песме Вију вуци:
"Вију вуци по Вучијој Луци,

Романијом крстаре хајдуци."
Пошто је, за разлику од оближње Хреше, била прилично неприступачно село за османске зулумћаре, Вучија Лука и њени становници нису много трпели под Османлијама. Живело се слободно и ретко се плаћао порез. Вучелани су углавном живели од узгоја стоке.
Све се из корена мења по почетку аустроугарске окупације. За разлику од Османлија, Аустријанци остварују пуну контролу над свим романијским селима. Сада су сви обавезани да плаћају порез и да се одазову на сваки попис становништва или попис имовине. Масовно експлоатишу шумско богатство Вучије Луке, пробијају путеве и отварају омањи рудник мермера на пола пута између Вучије Луке и Хреше. Многи Вучелани сада иду у Сарајево да тргују и многи шаљу своју мушку децу у Сарајево на школовање.
Избијањем Првог светског рата Аустријанци мобилишу војно способне мушкарце и шаљу их у борбу на Српском фронту или, још чешће, на Источном фронту. Као и остали Срби у редовима хабзбуршке војске, Вучелани дезертирају, придружују се војскама сила Антанте. Многи се се као Солунци после рата населили на северу Баната и Бачке, а неки су се кући вратили тек након пораза Беле гарде у Русији. У доба Краљевине СХС село први пут добија школу.

Своје велико јунаштво народ Вучије Луке показао је током Другог светског рата. Тада је Вучија Лука била средиште отпора усташкој тиранији. Била је седиште 1. сарајевске бригаде ЈВуО под командом Саве Дерикоње житеља Вучије Луке. Отпор четника из ове јединице Романијског корпуса онемогућио је усташама да продру на Романију. На јесен 1943. Романијски корпус опседа Сарајево, а Вучија Лука постаје ратни штаб. Четници слабе након немачких акција против њих у Источној Босни и услед јачања партизана. Десетог априла 1945. партизани заузимају Сарајево и у наредним данима нападају околна села под четничком контролом. Цела Романија пада под партизанску власт. Иако четници сарајевске бригаде никада нису имали директан окршај са партизанима током рата, послератне власти нису имале милости према њима. Тајне службе су их прогањале годинама након рата. Многи су побијени, а они који су се предали завршили су у затвору у Зеници или им је одузета "национална част". Саво Стјепановић се предао, одузета му је већина земље и осуђен је на губитак грађанских права. Саво Дерикоња је нестао, а легенда каже да се докопао Америке. О Дерикоњи су испеване многе песме, а стих најпознатије гласи:
"Дерикоња са Вучије Луке,
Оштри сабљу да гонимо Турке!"

У доба социјалистичке Југославије у селу живи све мање људи. Иако је село одавно добило асфалтиран пут, струју и водовод, велики број сељака бира да се пресели у Сарајево које се убрзано развијало. Многи од њих су у селу саградили своје викендице, а њих су пратиле и друге Сарајлије. Због лепих пејзажа и чистог ваздуха, Вучију Луку све чешће посећују људи жељни одмора и боравка у природи. Зато се на Црепољском крајем 70-их гради излетиште.
Запажену улогу Вучелани имају и у рату у Босни и Херцеговини 1992.-1995. године. Мала Вучија Лука дала је најмање 26 живота за одбрану Републике Српске. Простор око села имао је велики значај приликом борби за Сарајево. Први председник Републике Српске Радован Караџић у више наврата је посећивао српске снаге на простору данашње општине Источни Стари Град.
По Дејтонском споразуму, Вучија Лука је припала Републици Српској. Више породица из сарајевских општина које су по споразуму припале Федерацији БиХ преселило се у Вучију Луку.

## Култура
У селу се данас налази православна црква светог Пантелејмона грађена од 1996. до 2002. године прилозима Вучелана. Вучија Лука припада парохији Српске православне цркве у Мокром, чије је седиште Црква Успења Пресвете Богородице у Мокром Поред цркве у селу се налази и Основна школа Мокро и мноштво бренти и фабрика за прераду дрвета. Активни су КУД "Свети Пантелејмон", КУД "Црепољско" и Друштво гуслара "Гаврило Принцип".
Од 2012. године у селу се одржава манифестација под називом Јагњијада, осмишљена као својеврсни сајам јагњећег печења уз музику и игру.